# غونار سيتيروال
غونار سيتيروال (بالسويدية: Gunnar Setterwall) مواليد 18 أغسطس 1881 في ستوكهولم - الوفاة 26 فبراير 1928 في ستوكهولم، كان لاعب كرة مضرب سويدي. سبق أن شارك في دورة الألعاب الأولمبية الصيفية وحقق عدة ميداليات أولمبية.

## الميداليات
| الميدالية | المسابقة                       |
| --------- | ------------------------------ |
| برونزية   | الألعاب الأولمبية الصيفية 1908 |
| فضية      | الألعاب الأولمبية الصيفية 1912 |
| فضية      | الألعاب الأولمبية الصيفية 1912 |
| برونزية   | الألعاب الأولمبية الصيفية 1912 |

## روابط خارجية
- غونار سيتيروال على موقع الاتحاد الدولي لكرة المضرب (الإنجليزية)
- غونار سيتيروال على موقع اللجنة الأولمبية الدولية (الإنجليزية)
- غونار سيتيروال على موقع أوليمبيديا (الإنجليزية)
- غونار سيتيروال على موقع اللجنة الأولمبية السويدية (السويدية)